# Neil Redfearn
Neil David Redfearn, född den 20 juni 1965 i Dewsbury, är en engelsk professionell fotbollstränare och före detta spelare.
Redfearn spelade totalt åtminstone 851 ligamatcher och gjorde åtminstone 176 ligamål under sin 26-åriga karriär som aktiv. Efter spelarkarriären fortsatte han som tränare i ett antal klubbar.
Efter att ha avslutat sin aktiva karriär kom Redfearn till Leeds United i slutet av 2008. Han kom under sju år att inneha ett flertal uppdrag i klubben, inklusive U18-tränare, reservlagstränare samt huvudtränare i fyra omgångar, varav de tre första som tillförordnad. Efter sex år på Leeds akademi fick han i oktober 2014 jobbet som huvudtränare på fast basis. Han ledde klubben till en 15:e plats i The Championship, men i april blev hans assisterande tränare Steve Thompson avstängd av klubben, och Redfearn fick efter säsongsslutet inte förnyat förtroende i seniorlaget. Han återgick inledningsvis till sin position som akademichef, men lämnade till sist klubben en månad senare på grund av dålig relation till ordföranden Massimo Cellino.
Den 9 oktober 2015 utsågs Redfearn till huvudtränare för Rotherham United. Han fick dock lämna uppdraget fyra månader senare efter att ha vunnit endast fem av 21 matcher.
Den 29 december 2017 blev Redfearn tränare för damfotbollsklubben Doncaster Rovers Belles, som han samma säsong ledde till seger i andradivisionen Women's Super League 2 med tio poängs marginal. Den 12 juni 2018 värvades han av Liverpool Women, men bara tre månader senare sade han upp sig efter en svag säsongsinledning. Den 2 oktober 2018 blev Redfearn istället assisterande tränare i Newcastle Uniteds U23-lag.